# Lituania ai XXIII Giochi olimpici invernali
La Lituania ha partecipato ai XXIII Giochi olimpici invernali, che si sono svolti dal 9 al 28 febbraio 2018 a PyeongChang in Corea del Sud, con una delegazione composta da 4 atleti.

## Biathlon

### Maschile
La Lituania ha diritto a schierare 2 atleti in seguito ad aver terminato tra la ventunesima e la ventiduesima posizione del ranking maschile per nazioni della Coppa del Mondo di biathlon 2017.
| Gara                    | Atleta           | Penalità    | Tempo d'arrivo | Posizione |
| ----------------------- | ---------------- | ----------- | -------------- | --------- |
| 10 km sprint            | Tomas Kaukėnas   | 1 (0+1)     | 24'23"5        | 17º       |
| 10 km sprint            | Vytautas Strolia | 2 (1+1)     | 25'32"4        | 49º       |
| 12,5 km inseguimento    | Tomas Kaukėnas   | 2 (0+0+1+1) | 34'31"8        | 13º       |
| 12,5 km inseguimento    | Vytautas Strolia | 4 (1+0+2+1) | 37'47"3        | 43º       |
| 20 km individuale       | Tomas Kaukėnas   | 6 (0+2+1+3) | 55'38"4        | 78º       |
| 20 km individuale       | Vytautas Strolia | 6 (0+2+1+3) | 56'27"0        | 82º       |
| 15 km partenza in linea | Tomas Kaukėnas   | 5 (2+0+2+1) | 38'58"0        | 30º       |

### Femminile
La Lituania ha diritto a schierare 2 atlete in seguito ad aver terminato tra la ventunesima e la ventiduesima posizione del ranking femminile per nazioni della Coppa del Mondo di biathlon 2017.
| Gara              | Atleta              | Penalità    | Tempo d'arrivo | Posizione |
| ----------------- | ------------------- | ----------- | -------------- | --------- |
| 7,5 km sprint     | Natalija Kočergina  | 5 (1+4)     | 25'16"2        | 80ª       |
| 7,5 km sprint     | Diana Rasimovičiūtė | 1 (1+0)     | 24'00"8        | 65ª       |
| 15 km individuale | Natalija Kočergina  | 1 (0+0+1+0) | 45'09"1        | 30ª       |
| 15 km individuale | Diana Rasimovičiūtė | 5 (1+2+0+2) | 49'53"3        | 75ª       |

### Gare miste
| Gara                        | Atleti                                                                 | Penalità | Tempo d'arrivo | Posizione |
| --------------------------- | ---------------------------------------------------------------------- | -------- | -------------- | --------- |
| Staffetta 2x6 km + 2x7,5 km | Natalija Kočergina Diana Rasimovičiūtė Tomas Kaukėnas Vytautas Strolia | 8 (4+4)  | LAP            | 19        |